# Óscar Rojas Astaburuaga
Óscar Ángel Rojas Astaburuaga (1902-1998) fue un bachiller en Humanidades y funcionario público chileno, director del Registro Electoral entre 1958 y 1965. Durante su gestión se implementaron diversas reformas a la legislación electoral chilena.

## Biografía
Egresó del Liceo Alemán de Santiago en 1920. Cursó sus estudios superiores en la Universidad de Chile, en donde se tituló de bachiller en Humanidades.
En 1929 ingresó a la Dirección General de Estadística, en donde se desempeñó hasta 1955, cuando asumió como jefe de la sección Archivo en la Dirección del Registro Electoral; en dicho cargo le correspondió reemplazar al director titular, Ramón Zañartu Eguiguren, cuando realizó viajes al extranjero, asumiendo la organización de las elecciones municipales de 1956 y parlamentarias de 1957.
El 25 de abril de 1958, tras la renuncia de Zañartu a la dirección del Registro Electoral, Óscar Rojas Astaburuaga asumió como director suplente hasta su designación como titular el 5 de mayo de 1959, luego de la votación correspondiente en el Senado que aprobó su nombramiento. Durante su interinato, Rojas debió enfrentar la aplicación de las reformas electorales que establecieron la cédula única de votación y medidas para eliminar el cohecho, así como también fue el primer director del Registro Electoral en realizar el sorteo de ubicación de las listas de candidatos en la papeleta de votación, situación que ocurrió para la elección presidencial de 1958 y la elección complementaria de un diputado por Santiago en 1959.
Como director del Registro Electoral, Óscar Rojas Astaburuaga también se desempeñaba como secretario del Tribunal Calificador de Elecciones, participando de él en todos los procesos electorales entre 1958 y 1965, como por ejemplo las elecciones presidenciales de 1958 y 1964.
El 30 de septiembre de 1965 renunció a la Dirección del Registro Electoral al jubilarse, siendo reemplazado de manera subrogante por Andrés Rillón, quien fue designado director titular de la institución el 27 de agosto de 1968.